# Антробус, Джон (художник)
Джон Антробус (англ. John Antrobus; 1837—1907) — американский художник и поэт британского происхождения.

## Биография

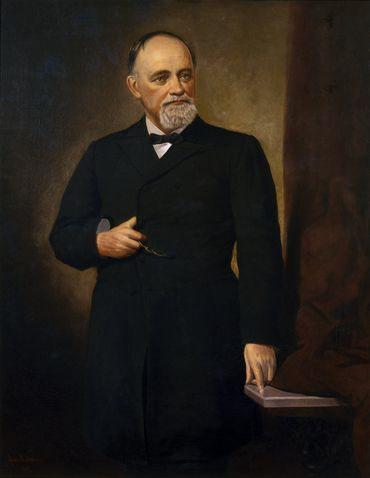
Портрет Джона Пиллсбери

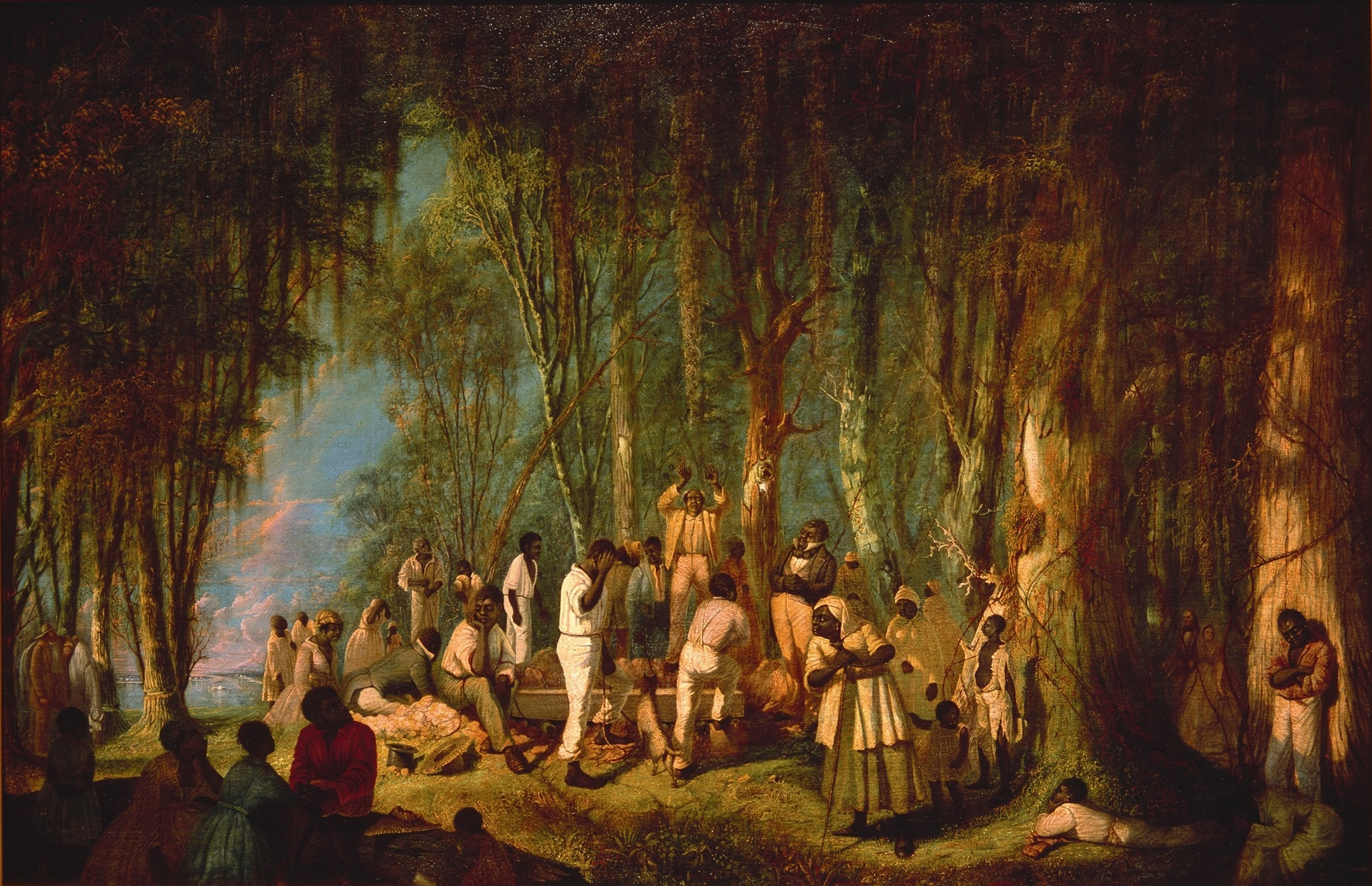
Картина Plantation Burial

Родился в 1837 году (по другим данным в 1831 году) в Англии в графстве Уорикшир.
В 1850 году приехал в США, осел в Филадельфии. Во время своих путешествий по западной части США и Мексике, работал как портретист. Открыл свою художественную студию в Новом Орлеане. Здесь женился на Jeanne Watts.
Короткое время служил в армии и участвовал в Гражданской войне в США на стороне конфедератов. После этого переехал в Чикаго. Написал много портретов, среди которых были Авраам Линкольн, Стивен Дуглас и Улисс Грант (первым создал его портрет в 1863 году).
Периодически Антробус работал в качестве журналиста, писал стихи. Его дочь Сьюзен стала прозаиком и драматургом.
Умер 18 октября 1907 года в Детройте, штат Мичиган.